# Savagnin
Savagnin är en grön vindruva som främst odlas i vinregionen Jura i Frankrike. Den är den enda tillåtna druvan i det gamla, lokala vinet Vin jaune men används även i andra vita viner tillsammans med till exempel Chardonnay.